# 星岡町

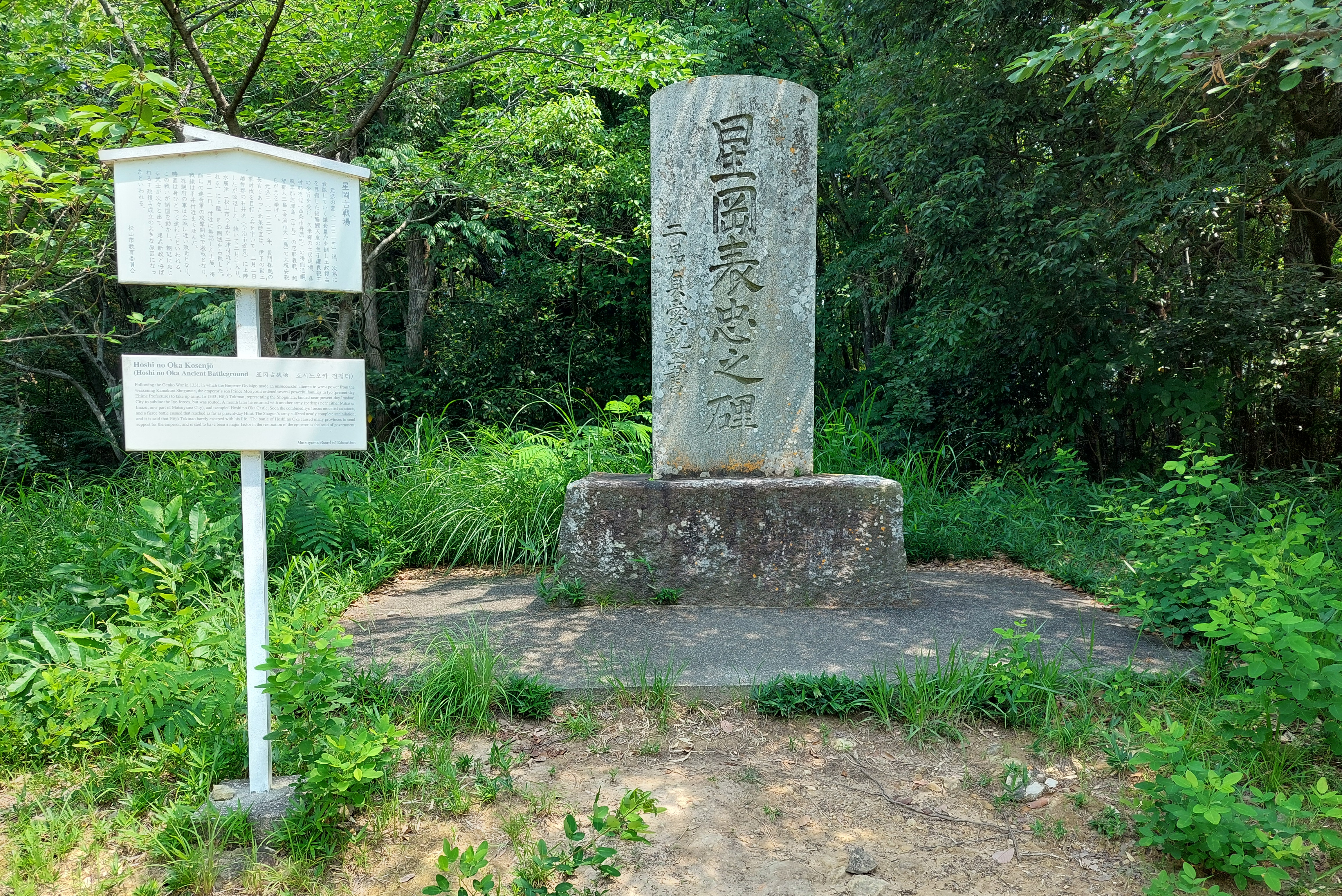
星岡表忠之碑

星岡町（ほしおかまち）は愛媛県松山市の地名。2012年1月1日現在の人口は206人、世帯数は80世帯。郵便番号は790-0922。

## 地理
松山市南東部に位置する。
福音寺町、東石井、越智町、今在家、北久米町と接している。

### 山岳
- 星岡山

### 河川
- 小野川

## 校区
市立の小・中学校に通う場合、福音小学校・石井東小学校、南第二中学校の学区となる。
学区ではないが久米中学校・拓南中学校に通う生徒もいる

## 施設
- 星乃岡温泉
- 公園　星ヶ岡公園
- えひめ幼稚園